# Akuliaruseq (bei Ikerasak)
Akuliaruseq [akuliˈaʁusɜq] (nach alter Rechtschreibung Akuliaruseĸ) ist eine wüst gefallene grönländische Siedlung im Distrikt Uummannaq in der Avannaata Kommunia.

## Lage
Akuliaruseq lag auf der Nordseite einer Halbinsel an der Bucht Ilua. Neun Kilometer nordwestlich befindet sich Ikerasak als nächster bewohnter Ort.

## Geschichte
Über Akuliaruseq ist nur sehr wenig bekannt. 1901 war der Ort noch bewohnt, aber 1918 nicht mehr. Der Ort wurde danach nur noch genutzt, um Kajaks von Ikerasak aus mittels Lagerfeuern den Weg nach Qarajaq zu weisen.